# Hydrovatus hornii
Hydrovatus hornii är en skalbaggsart som beskrevs av George Robert Crotch 1873. Hydrovatus hornii ingår i släktet Hydrovatus och familjen dykare. Inga underarter finns listade i Catalogue of Life.